# 露莎卡
《露莎卡》（Rusalka），又译《水仙女》，為捷克作曲家德沃夏克所作之歌劇，劇本由詩人雅羅斯拉夫·克瓦皮爾創作。而斯拉夫神話中，露莎卡為水精靈（羅馬化：rusálka），通常居住在湖河中。
克瓦皮爾的劇本主要根據愛爾本（Karel Jaromír Erben）與涅姆佐娃（Božena Němcová）的童話，他在與作曲家有任何接觸之前即完成這部作品。劇情類似美人魚。這部作品於1899年完成，而當時克瓦皮爾才開始找尋對這部作品有興趣的作曲家。克瓦皮爾的作曲家朋友當時正投入在另一項計畫中，於是向他提及德弗札克正在找尋題材寫歌劇。德弗札克通常對於艾爾班的故事特別感興趣，而在讀過這個劇本後，他很快的就完成這齣歌劇。1900年4月22日開始，而當年的11月底即完成這部作品。

## 角色
| 角色                               | 聲域   | 1901年3月31日首演陣容 （指揮：卡雷爾·科瓦羅維奇） |
| ---------------------------------- | ------ | ------------------------------------------------- |
| 露莎卡，水精靈                     | 女高音 | Růžena Maturová                                   |
| 王子                               | 男高音 | Bohumil Pták                                      |
| 沃迪尼克（Vodník），水妖           | 男低音 | Václav Kliment                                    |
| 鄰國公主                           | 女高音 | Marie Kubátová                                    |
| 潔西芭芭（Ježibaba），女巫         | 女中音 | Růžena Vykoukalová-Bradáčová                      |
| 木精靈一                           | 女高音 | Amalie Bobková                                    |
| 木精靈二                           | 女高音 | Ella Tvrdková                                     |
| 木精靈三                           | 女低音 | Helena Towarnická                                 |
| 獵場看守人                         | 男高音 | Adolf Krössing                                    |
| 廚房男孩                           | 女高音 | Vilemína Hájková                                  |
| 獵人                               | 男中音 | František Šír                                     |
| 合唱: 木精靈，城堡客人，王子隨扈。 |        |                                                   |

## 劇情大綱

### 第一幕
場景：湖邊草地
三個木精靈戲弄著湖王沃迪尼克，一個湖泊的統治者。湖王的女兒露莎卡是個水精靈。她告訴父親她愛上了一個來湖邊狩獵的王子，所以想要變成人。湖王告訴女兒這是個糟糕的想法，但還是帶著她去找女巫潔西芭芭（Ježibaba）幫忙。露莎卡對月亮歌唱，希望月亮能將她的愛意傳遞給王子。潔西芭芭告訴露莎卡，如果變成人，她將不能說話，並且不能永生；而如果王子不愛她，王子會死去，她則會永遠墮入地獄。露沙卡接受了這些條件，喝下了潔西芭芭的魔藥。王子在追逐一頭白色母鹿的時候發現了露莎卡，擁抱並且帶走了她。湖王與露莎卡的姊妹們相當悲傷。

### 第二幕
場景：王子的城堡花園
獵場看守人跟他的外甥廚房男孩發現王子要跟一個啞巴且不知道姓名的女孩結婚，都懷疑是巫術作祟，並質疑這段感情不會長久。果然，王子注意到了一位受邀來參加婚禮的鄰國公主。這個外國公主忌妒、詛咒這對新人。最後王子拒絕了露莎卡。露莎卡只好回到湖中。鄰國公主贏得了王子的青睞，但對他的三心二意和背叛感到極度厭惡。她詛咒王子和露莎卡一起下地獄。

### 第三幕
場景：湖邊草地
露莎卡問潔西芭芭她的苦難是否有解決的方式。女巫告訴她，除非拿著她給的匕首把王子殺死，否則無法解救。露莎卡拒絕了，把匕首丟到湖裡。
露沙卡變成了住在湖底深處的水鬼（bludička），當誘惑人類溺死的時侯才會現形。獵場看守人和廚房男孩一起來見潔西芭芭，說露莎卡背叛了王子。水妖則說王子背叛了露莎卡。木精靈對於露莎卡的處境感到悲傷。王子再度因追逐白色母鹿來到湖邊，感受到露莎卡的存在，並呼喚她。他希望露莎卡親吻他，即使他知道這個吻代表著死亡與下地獄。露莎卡照做了，王子即刻死去。水妖則感嘆說“一切的犧牲都是徒勞的”。露莎卡感謝王子讓他經歷過人間的愛，將他的靈魂薦予上帝，並回到幽暗的湖底。